# Buzkaši

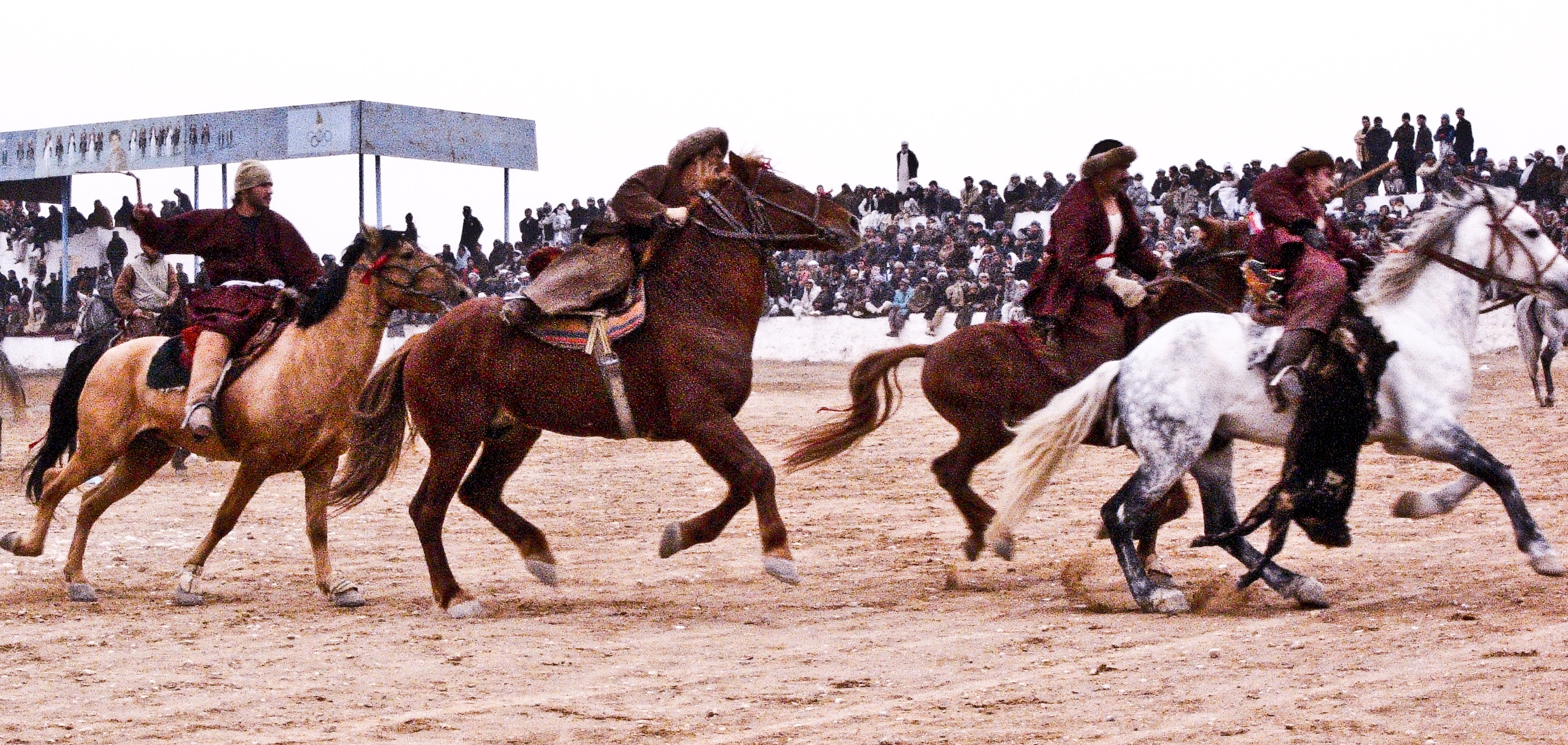
Závody buzkaši

Buzkaši, Kok-boru nebo Oglak Tartis (persky: بزکشی bozkašī, tádžicky: бузкашӣ buzkašī, doslova "braní si kozy") je tradiční hromadná hra považovaná za národní sport turkických narodů v Afghánistánu, rozšířená nejhojněji v severních provinciích země a v dalších zemích centrální Asie (Kyrgyzstán, Kazachstán, Tádžikistán, Uzbekistán etc.). Hry se účastní dvě družiny jezdců na koních, které nejsou od sebe odlišeny oděvem či jinými znaky, jejich kapitáni (čapandāzī) s turbany a černými plnovousy jezdí s kalašnikovy po boku. Počet ani výběr účastníků není nijak omezen ani předem stanoven, během hry se mohou k již hrajícím družinám přidávat další závodníci. Většinou hraje cca 20 závodníků, byly však zaznamenány zápasy, jichž se účastnilo na tisíc jezdců. Úkolem soutěžících z každé družiny je zmocnit se za jízdy ze středu vyznačeného kruhu v centru bojiště (hrací pole je zhruba dva kilometry dlouhá část stepi) na zemi ležícího těla kozla bez hlavy (v některých zemích i bez končetin), objet s ním dokola bojiště a vrhnout ho do "branky", kterou představují na zemi vyznačené kruhy. Úkolem závodníků soupeřící družiny je odebrat trofej protivníkům, objet s ní kolem dokola bojiště a vhodit ji do kruhu soupeřů. Hra může trvat až několik dní.
Dříve bývalo při hře místo kozla používáno i tělo zabitého otroka, v současnosti se často místo těla mrtvého zvířete používá objemného pytle z jehněčí nebo telecí kůže. Někdy se kvůli zvýšení náročnosti hry trofej máčí několik dní v ledové vodě, aby byla těžší a bylo ji nesnadné uchopit.
Ke hře se používají speciálně vycvičení koně, kteří umějí chránit jezdce vlastním tělem, pokud spadne během potyčky.
Kromě výše uvedeného rámcového scénáře hra nemá žádná pravidla, nemá ani rozhodčí – jedinými soudci jsou hráči sami. Hra je velmi tvrdá a nebezpečná, potyčky jsou krvavé. Povoleno je bití koní nebo jezdců často v zubech drženými bičíky, bodání, strhávání z koně, neexistují žádná napomenutí nebo tresty. Závodníci musí ve hře prokázat mimořádnou fyzickou zdatnost, zručnost, odvahu a především dokonalé jezdecké umění. Pro vítězného jezdce je nejvyšší odměnou vysoká sociální prestiž a úcta, které požívá do konce svého života, někdy vítěz získává cenného koně.
V době vlády Talibánu (od roku 1996) byla hra zakázána. Po pádu tohoto režimu v roce 2002 byla opět legalizována.

## Odraz v umění
O nejdůležitějších závodech, královském buzkaši, konaném v Kábulu, pojednává román Josepha Kessela Les Cavaliers (Jezdci) (1967). Podle románu natočil John Frankenheimer v roce 1971 stejnojmenný film – The Horsemen (Jezdci) – s Omarem Sharifem v hlavní roli.

## Podobné sporty
V Argentině se provozuje podobná hra, avšak méně nebezpečná. Je známa pod názvem el pato (španělsky kačer) a je rovněž považována za národní sport, třebaže v minulosti byla více násilnická a hrávala se s živou kachnou (odtud její název).
V Evropě se hraje Horseball, téměř identický s argentinským el pato, na němž je založen.